# Рикако Кобајаши
Рикако Кобајаши (јап. 小林 里歌子; 21. јул 1997) јапанска је фудбалерка.

## Репрезентација
За репрезентацију Јапана дебитовала је 2019. године. За тај тим одиграла је 12 утакмица и постигла је 4 гола.

## Статистика
| Јапан  | Јапан | Јапан |
| Год.   | Ута.  | Гол.  |
| ------ | ----- | ----- |
| 2019   | 12    | 4     |
| Укупно | 12    | 4     |